# 언리얼 모드
언리얼 모드(Unreal mode)는 리얼 모드 (PE=0)의 변수이다. 이 변수 안에서 하나 이상의 데이터 세그먼트 레지스터들이 32비트 주소와 제한을 가진 채로 불러들인다. 언리얼 모드라는 이름과는 달리, x86 프로세서와 x86-64 프로세서가 처리할 수 있는 구별된 주소 모드가 아니다. 80386 이후의 x86 프로세서에서 사용된다. 이 모드는 빅 리얼 모드(big real mode), 휴즈 리얼 모드(huge real mode), 또는 플랫 리얼 모드(flat real mode)라고도 한다.

## 같이 보기
- x86 어셈블리 언어
- 리얼 모드